# Дітмар Гопп
Дітмар Гопп (нім. Dietmar Hopp, нар. 26 квітня 1940, Гайдельберг) — німецький бізнесмен, один із засновників компанії SAP. За даними Forbes 2018 року, його активи склали близько 10,2 млрд доларів США. Таким чином, Дитмар Гопп зайняв 147-е місце у списку «Форбс» найбагатших людей у світі та 15-е місце в Німеччині.
Основною частиною статків Дітмара Гоппа є його активи в компанії SAP AG, найбільшому виробнику комерційного програмного забезпечення.
У 2005 році вулиця Нойротштрассе (нім. Neurottstraße) в Валльдорфі, де розташована штаб-квартира SAP AG, була перейменована в Дітмар-Гопп-Алею (нім. Dietmar-Hopp-Allee).

## Гопп і футбольний клуб «Гоффенгайм»
В юності виступав за молодіжну команду клубу «Гоффенгайм 1899». У 1990 році він став власником цього клубу, який у той час грав в одній з нижчих ліг Німеччини. Зробивши підйом з самих низів у 2008 році «Гоффенхайм» вийшов у Бундеслігу і після першого кола лідирував, здобувши 11 перемог у 17 матчах.
Стадіон, на якому «Гоффенхайм» грав з 1999 року (загальна місткість 5000 глядачів, з них 1620 — на сидячих місцях), носив ім'я Дітмара Гоппа. Однак такий стадіон не відповідав вимогам Бундесліги, і до січня 2009 року коштами Гоппа був побудований новий стадіон Рейн-Некар-Арена на 30 150 місць в місті Зінсгайм неподалік від Гоффенгайма.
Загальні вкладення Гоппа в «Гоффенгайм» оцінюються в 240 мільйонів євро.